# Stazione di Bellariva
La stazione di Bellariva è una fermata ferroviaria della ferrovia San Severo-Peschici a servizio della località di Bellariva, nel territorio comunale di Vico del Gargano, in provincia di Foggia.
È gestita dalle Ferrovie del Gargano.